# Cocktail (musikalbum)
Cocktail är ett musikalbum av Doktor Kosmos, utgivet 1996. Speciellt för detta album är dels att det i princip är Uje Brandelius som spelar all musik på skivan. Musiken består mestadels av synthkomp, melodier på synthesizer (Yamaha PSS-11), sång och samplingar. Skivan är framförallt på engelska och släpptes förutom i Sverige även i USA och Japan. Låten Holiday medverkade på One Tree Hill vilket har medfört att den har blivit en av Doktor Kosmos mest spelade låtar, trots dess avskalade natur.

## Spår
1. Do you remember
2. Bananer i pyjamas
3. Don't look at photographs
4. Rocktail (to Elvis)
5. Holiday
6. Krazy negroes eating magic mushrooms watching TV clapping their hands when Harold Lloyd appears at the TV-screen crying heavily
7. Aspen, Colorado
8. Elevator bossa
9. Yes it is many times you doubt on the human
10. Streets of Bronx
11. L.S.A.T.T. (lazy Sunday afternoon table-tennis)
12. Dance dance dance
13. Noone at home
14. Legalize it. Now
15. Funk off
16. Goodnight

(På den amerikanska utgåvan ersätter spåret "Porno Person" spår 6)